# ГЕС Лунтань
ГЕС Лунтань (龙滩水电站) — гідроелектростанція на півдні Китаю у провінції Гуансі. Знаходячись перед ГЕС Яньтань, становить верхній ступінь каскаду на річці Hongshui, яка разом із Qian, Xun та Сі входить до основної течії річкової системи Сіцзян (завершується в затоці Південнокитайського моря між Гуанчжоу та Гонконгом). При цьому вище по сточищу на витоках Hongshui створені власні каскади, останніми в яких є ГЕС Пінбань та ГЕС Dǒngqìng.
У межах проєкту річку перекрили греблею з ущільненого котком бетону висотою 192 метри та довжиною 736 метрів, яка потребувала 5,3 млн м3 матеріалу. У майбутньому в межах другого етапу проєкту вона повинна бути нарощена до висоти 217 метрів при збільшенні довжини до 837 метрів (об'єм тіла споруди при цьому зросте до 7,4 млн м3). Гребля утримує водосховище, котре наразі має нормальний рівень поверхні на позначці 375 метрів НРМ при об'ємі 16,2 млрд м3. Після реалізації другого етапу проєкту нормальний рівень зросте до 400 метрів НРМ, а об'єм — до 27,3 млрд м3.
Пригреблевий машинний зал споруджений у підземному варіанті та має розміри 389х29 метрів при висоті 74 метри. Він призначений для розміщення дев'яти турбін типу Френсіс номінальною потужністю по 714 МВт (максимальна до 790 МВт), які розраховані на використання напору від 97 до 179 метрів (номінальний напір 140 метрів). Наразі в межах першого етапу проєкту встановили сім гідроагрегатів, які повинні забезпечувати виробництво 15,7 млрд кВт·год електроенергії на рік. Після встановлення всіх дев'яти гідроагрегатів виробіток має зрости до 18,7 млрд кВт·год.
У межах комплексу до 2021 року планують облаштувати судопідйомник, котрий забезпечуватиме переміщення барж на висоту до 179 метрів (два рівні з показниками 88,5 та 90,5 метра).